# Zielonogórskie zagłębie kabaretowe
Zielonogórskie zagłębie kabaretowe (w skrócie ZZK) – artystyczne środowisko komediowe, zrzeszające inicjatywy kabaretowe zielonogórskich studentów uczelni wyższych, zaistniałe w pierwszej połowie lat 80. XX wieku. Z biegiem lat istnienia fenomenu ZZK, powstało wiele polskich grup i inicjatyw komediowych, stając się jedną z najpopularniejszych scen polskiej komedii i rozrywki.  
Dominującą formą satyry zielonogórskich artystów stał się kabaret w formie klasycznej bądź polskiej, z domieszką teatru absurdu, purnonsensu czy improwizacji. Autorem nazwy ZZK jest Piotr Bałtroczyk.

## Historia[2]
Powstanie i zaistnienie zielonogórskiego zagłębia kabaretowego wiąże się z aktywnością ruchu akademickiego studentów, zainteresowanych sztuką teatru, komedii i kabaretu, uczących się na lokalnych uczelniach wyższych Zielonej Góry (przede wszystkim studentów Wyższej Szkoły Pedagogicznej, a następnie Uniwersytetu Zielonogórskiego).
Zrzeszanie się studentów miało najczęściej miejsce w ramach działalności lokalnych klubów studenckich takich jak: Gęba, Zatem, U Ojca czy U Jana, których istnienie zapewniało grupom miejsce rozwoju, scenę oraz publiczność. Pierwszą grupą komediową, powstałą w niniejszym środowisku, był działający od 1984 roku Kabaret Potem, nawiązując nazwą do drugiego spośród ww. klubów.
W 2005 przy Uniwersytecie Zielonogórskim powstało stowarzyszenie Zielonogórskie Zagłębie Kabaretowe (ZZK), które m.in. promuje wydarzenia kabaretowe w Zielonej Górze oraz wspiera merytorycznie i organizacyjnie początkujących artystów kabaretowych.

## Członkowie

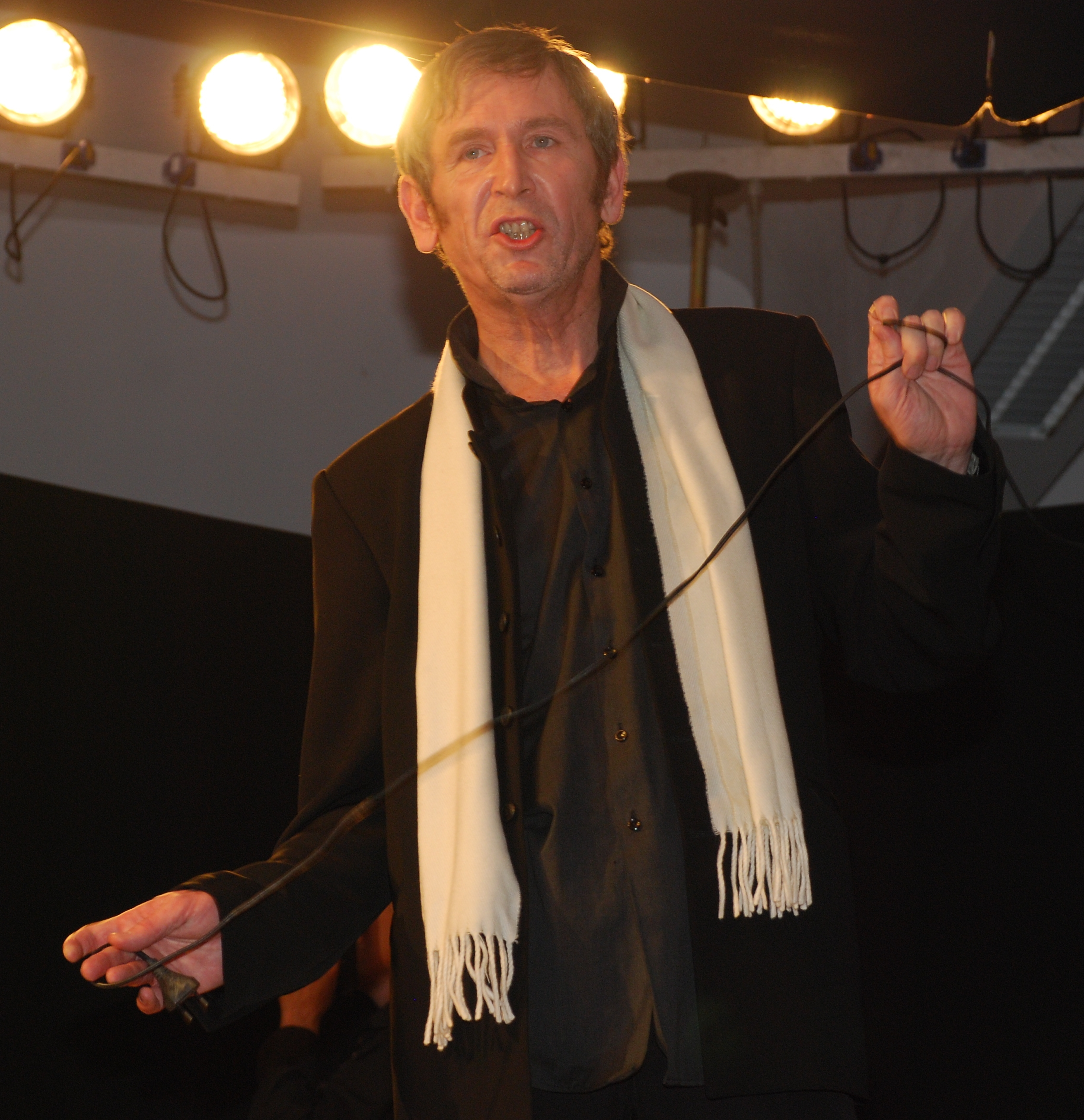
Władysław Sikora jako aktor Teatru Absurdu "Żżżż" (Zielona Góra, 2007)

### Twórcy i inicjatorzy
Jednym z najbardziej aktywnych współtwórców, a przede wszystkim wieloletnim nieformalnym animatorem ZZK stał się absolwent zielonogórskiej Wyższej Szkoły Inżynierskiej, Władysław Sikora. Zdobył on popularność jako działacz klubu Gęba, członek i lider Kabaretu Potem, twórca Formacji Zaś i Imperium Trrrt, reżyser dzieł wytwórni A’Yoy, współtwórca poznańskiej sceny komediowej O.B.O.R.A. (wraz z Zenonem Laskowikiem) i Kabaretu Adin.
Współpracownikiem Sikory był także ówczesny kierownik Klubu Studenckiego Gęba, student pedagogiki kulturalno-oświatowej WSP, Dariusz Kamys. Zyskał on ogólnopolską popularność jako współtwórca Kabaretu Potem, opiekun kabaretów zrzeszonych w ramach Formacji Zaś oraz Imperium Trrrt, członek Kabaretu HiFi,  a następnie autor takich dzieł jak improwizowany serial komediowy Spadkobiercy i współtwórca Kabaretu Hrabi. Pełni rolę opiekuna całego ZZK do dnia dzisiejszego.
Najpopularniejszą artystką kobiecą w ramach ZZK, była Joanna Kołaczkowska, aktorka wielu inicjatyw komediowych, członkini Kabaretu Potem, współtwórczyni wytwórni filmowej A’Yoy oraz następnie Kabaretu Hrabi, gdzie wraz z Dariuszem Kamysem pełniła rolę współlidera grupy aż do śmierci, będąc także prywatnie jego szwagierką.

### Pozostali artyści

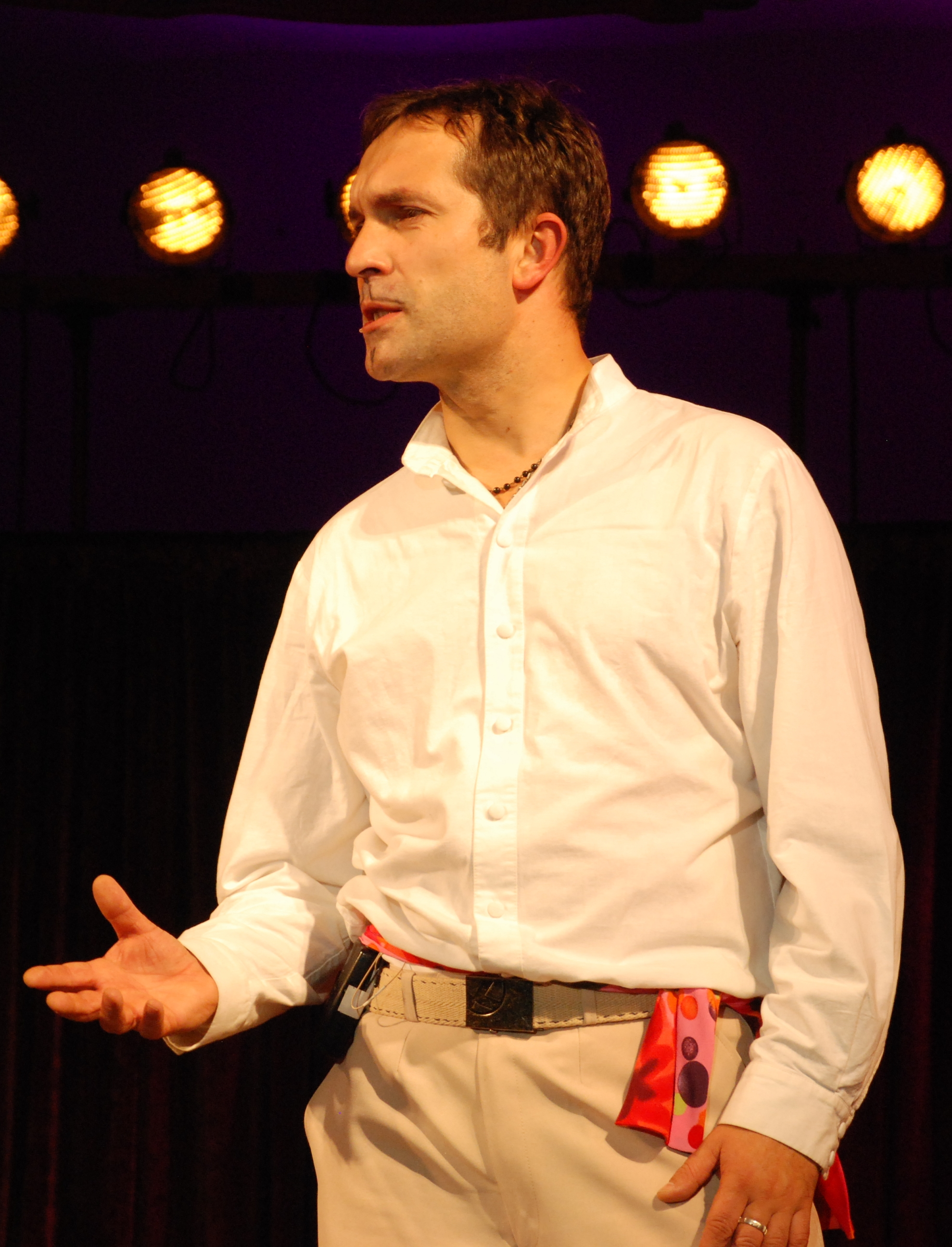
Dariusz Kamys (2007)

Innymi popularnymi współtwórcami Zielonogórskiego zagłębia kabaretowego stali się:
- Adam Nowak (Drugi Garnitur, Grupa Działań Odurzających – Kibuc, Kabaret Potem, zespół Raz, Dwa, Trzy),
- Znany Wojtek Kamiński (Kabaret Jurki, Kabaret Miłe twarze, Kabaret Kwiaty, Zrzeszone Kluby Literackie, serial Spadkobiercy, stand-up)
- Grzegorz Halama (Grzegorz Halama Oklasky, wytwórnia A’Yoy, Kabaret HiFi, stand-up)
- Agnieszka „Marylka” Litwin–Sobańska (Kabaret Jurki, Kabaret Szum, wytwórnia A’Yoy, serial Spadkobiercy)
- Przemysław „Sasza” Żejmo (Kabaret Jurki, Kabaret Małżeński)
- Małgorzata Szapował (Kabaret Słoiczek po cukrze, Kabaret Szum, Grupa Sceniczna „A czemu nie”, Kabaret Miłe twarze, Teatr Absurdu „Żżżżż”)
- Leszek Jenek (Kabaret Barszcz z krokietem, Kabaret Potem, wytwórnia A’Yoy, Kabaret Ciach)
- Katarzyna Piasecka (Kabaret Słuchajcie, Siedem Razy Jeden, stand-up)
- Jarosław Jaros (Grzegorz Halama Oklasky, wytwórnia A’Yoy, stand-up)
- Janusz Pietruszka (Kabaret Słuchajcie, Siedem Razy Jeden, Kabaret Hlynur)

## Podział chronologiczny

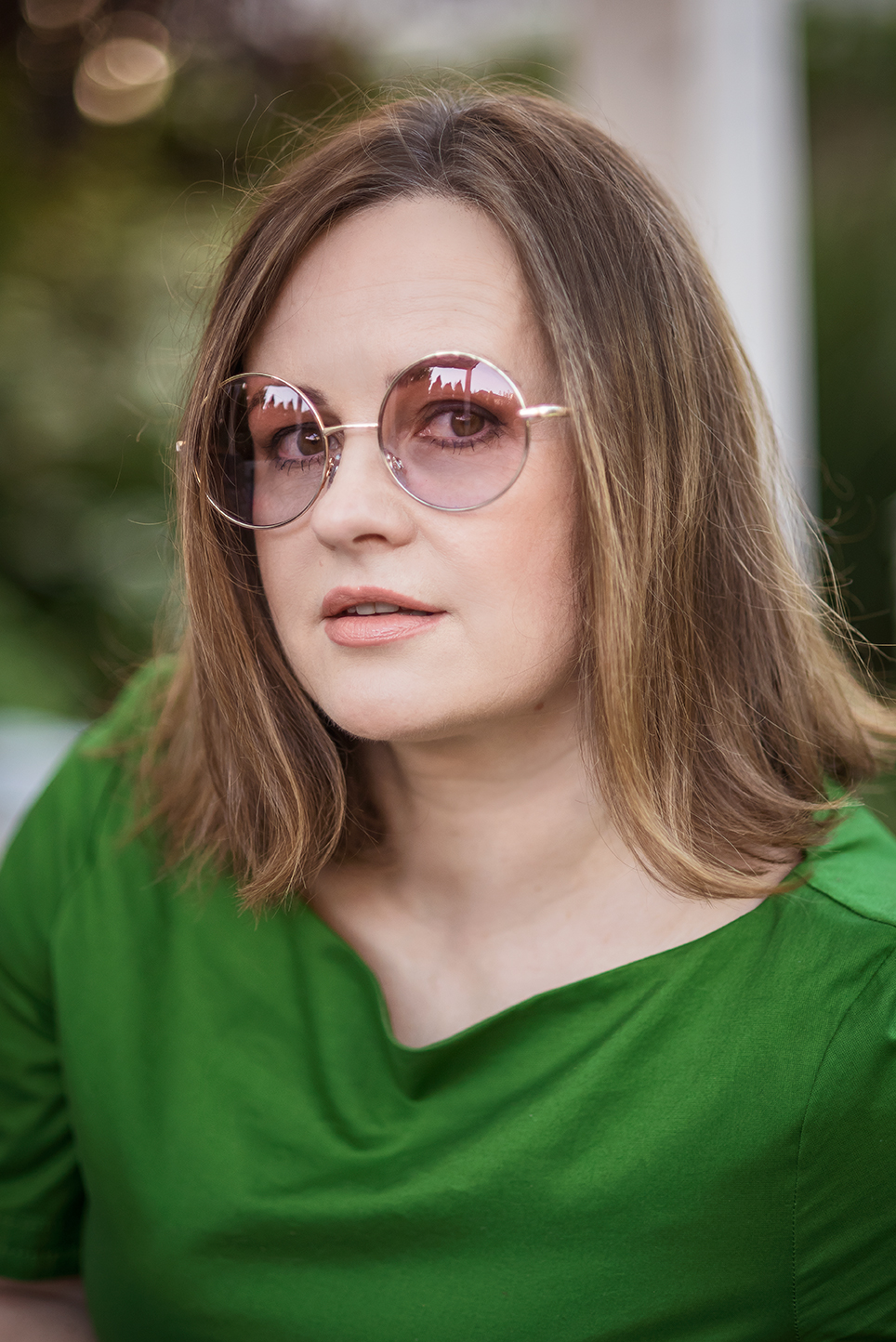
Joanna Kołaczkowska (2021)

Choć środowisko najprężniej działało w drugiej połowie lat 80. i w latach 90. XX wieku, to spośród wszystkich lat działalności, można wyróżnić takie okresy, jak:

### Pierwsza fala (lata 80. XX wieku)
Pierwsza fala zielonogórskich kabaretów, składała się z grup takich jak m.in.:
- Kabaret Potem (1984–1987; 1989–1999)
- Drugi Garnitur (1988–1989)
- Teatr Absurdu Żżżżż
- Barszcz z Krokietem (1989)
- Łokie Talkie (1989–1994)
- Law Law Law

Większość z nich była zrzeszona w ramach inicjatyw:
- Formacja Zaś
- Stajnia Niemożliwych

W związku z rozpadem Formacji Zaś powstała inicjatywa Imperium Trrrt, której koniec działalności wieńczy pierwszą falę ZZK.

### Druga fala (lata 90. XX wieku)
Kabarety, które powstały po rozpadzie Imperium Trrrt:
- Miłe Twarze (1993–1994, 1997–1998)
- Kabaret Jurki (od 1994)
- Kabaret Ciach (od 1994)
- Kabaret Absurdu Pseudomin (1994–1996)
- Kabaret Bez Żyły Wałbrzych (od 1995)
- Grzegorz Halama Oklasky (od 1995)
- Kabaret EK (1997–2002)
- Kabaret Szum (1997–2006)
- Filipski (1997–1998)
- Kabaret Słuchajcie (od 1998)
- Kabaret Hi-Fi (1999–2002)

Wraz z końcem działalności Kabaretu Potem w 1999 roku, kończy się także druga fala rozwoju ZZK.

### Trzecia fala (XXI wiek)
- Psychokabaret Lepa (2000–2001)
- Kabaret Made in China (od 2002)
- Kabaret Hrabi (od 2002)
- Kabaret Profil (2002–2007)
- Kabaret Hlynur (2003–2013)
- Babeczki z Rodzynkiem (2004–2012)
- Kabaret Bez Reszty (2004–2008)
- Svenson Band (od 2005)
- Kabaret Nowaki (od 2007)
- Kabaret Adin (2007–2010, 2012–2014)
- Kabaret Tiruriru (2010–2015)
- Kabaret Amatorski Adi (2014–2017)
- Kabaret Rewers (od 2014)
- Perły z Odry (od 2017)
- Teatr Absurdu Żżżżż (od 2023)

## Inne inicjatywy

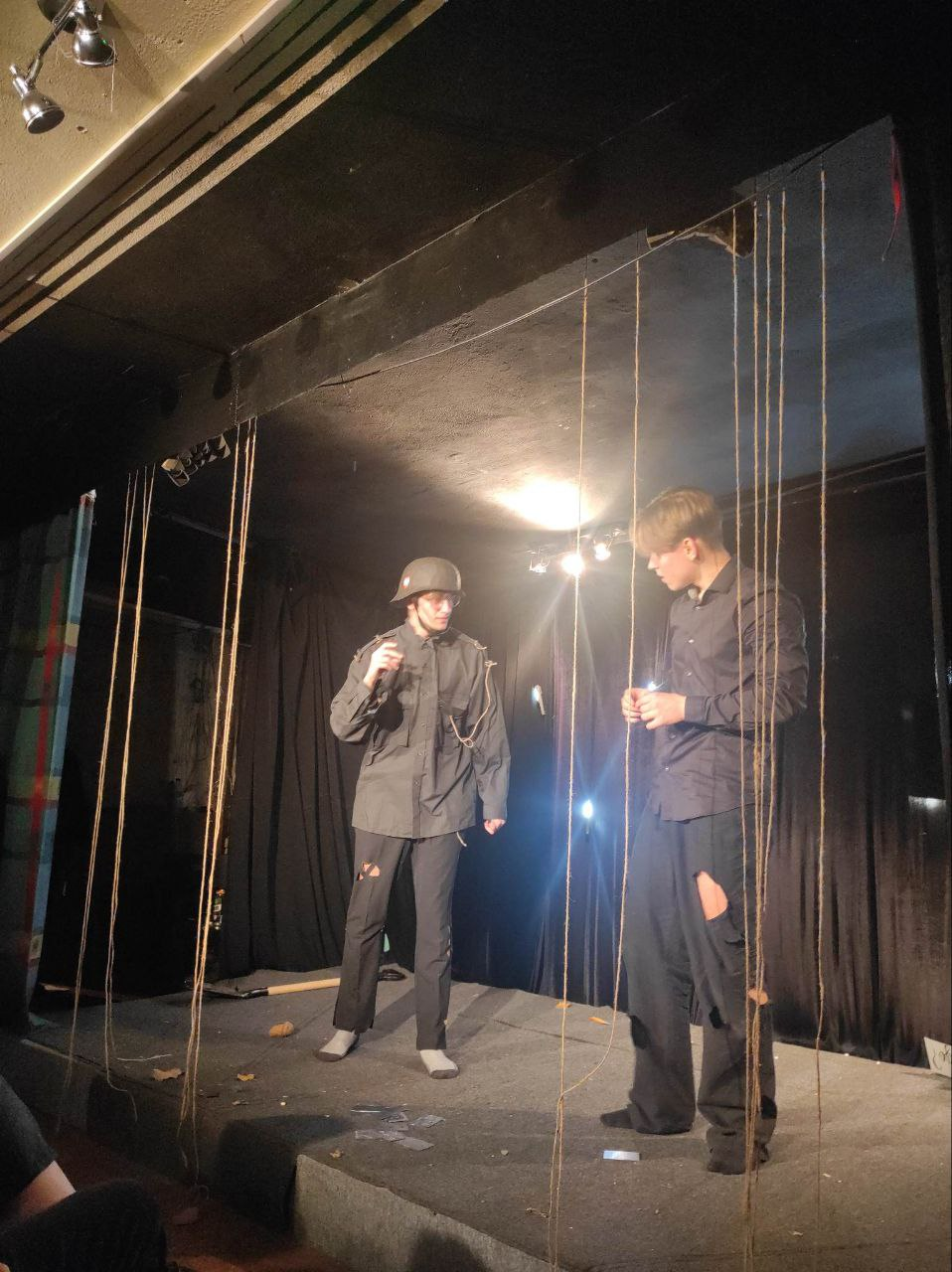
"Teatr Absurdu Żżżżż" podczas występu (2023)

Spośród pomysłów zielonogórskich artystów komediowych, można wyróżnić nie tylko kabarety, ale różne inne projekty, takie jak kluby, wytwórnie filmowe, szersze programy czy seriale komediowe. Należą do nich m.in.:

### Serial improwizowanySpadkobiercy(od 1993)
Spadkobiercy to polska sceniczna, improwizowana parodia konwencji opery mydlanej, na motywach między innymi Dynastii, Dallas czy Santa Barbara. Realizowana jest na scenach klubów i festiwalów kabaretowych cyklicznie od 1993, a w latach 2008-2015 zdobyła popularność jako niezależny serial telewizyjny. 
Pomysłodawcą i twórcą projektu jest Dariusz Kamys, będący autorem postaci i zarysu fabularnego akcji, natomiast podstawą serialu jest brak narzuconego aktorom scenariusza. Aktorzy dopiero tuż przed wejściem na scenę zostają poinformowani, z kim i na jaki temat mają rozmawiać, a przebieg scen oraz ich konsekwencje stanowią element ich improwizacji.
Aktorzy zmieniali swoje role na przestrzeni lat, jednak w serialu telewizyjnym obsada była niezmienna i tworzyli ją głównie: Artur Andrus, Joanna Kołaczkowska, Maria Czubaszek, Robert Górski, Marcin Wójcik, Znany Wojtek Kamiński, Piotr Bałtroczyk, Agnieszka Litwin, Janusz Rewers, Michał Wójcik, Marek Grabie, Wojciech Tremiszewski, Bartosz Gajda, Katarzyna Michalska oraz Łukasz Pietsch.

### Wytwórnia FilmówA’Yoy(1994–2006) i Inicjatywa Filmowa
Wytwórnia Filmów A’Yoys to niezależna wytwórnia filmowa, będąca szyldem dla amatorskiej twórczości filmowej członków ZZK, tworzących kilkuminutowe lub krótsze skecze filmowe. Została stworzona przez członków Kabaretu Potem. Zakończyła działalność w 2006, a jej filmowcy rozpoczęli działalność pod szyldem Inicjatywy Filmowej.

### Klub Literatów Zeppelin (1995–1999)
Klub Literatów Zeppelin to dawny zespół autorski, pracujący nad tekstami dla ZZK oraz piszący scenariusze dla wytwórni A’Yoy. Powstał na I Mazurskim Lecie Kabaretowym „Mulatka” w Ełku z inicjatywy Władysława Sikory. Do klubu należeli także: Grzegorz Halama, Wojciech Kamiński, Dariusz Kamys, Joanna Kołaczkowska, Agnieszka Litwin, Janusz Rewers i Leszek Jenek.

### Festiwal Kabaretu(2005–2011)
Festiwal Kabaretu był coroczną grudniową imprezą kabaretową, odbywająca się w latach 2005–2011 w Zielonej Górze. Dyrektorem generalnym był Janusz Rewers z kabaretu Ciach.
Innymi inicjatywami były także: Wytwórnia Dźwięków Trrrt, Dziadowskie czwartki, Kabarety nieroby, Premiera w trzy dni